# كريس ريد (متزلج فني)
كريس ريد (باليابانية: クリス・リード ) (و. 1989  م) هو متزلج فني، وراقص على الجليد من الولايات المتحدة، واليابان، ولد في كالامازو، شارك في الألعاب الأولمبية الشتوية 2010، والألعاب الأولمبية الشتوية 2014، وFigure skating at the 2011 Asian Winter Games ‏.

## روابط خارجية
- كريس ريد على موقع IMDb (الإنجليزية)
- كريس ريد على موقع الاتحاد الدولي للتزلج (الإنجليزية)
- كريس ريد على موقع الاتحاد الدولي للتزلج (الإنجليزية)
- كريس ريد على موقع اللجنة الأولمبية الدولية (الإنجليزية)
- كريس ريد على موقع أوليمبيديا (الإنجليزية)